# 李凡夫 (政治人物)
李凡夫（1906年7月—1990年），原名郑锡祥，男，广东香山人，中华人民共和国政治人物，曾任国立中山大学军管代表、安徽省人大常委会副主任，第三届全国人大代表。